# Olivia Gdańsk
Klub Hokejowy Olivia – polski klub hokejowy z siedzibą w Gdańsku.

## Władze i stanowiska w klubie
- Prezes zarządu: Antanas Sakavickas
- Wiceprezes zarządu: Maciej Turnowiecki
- Członek zarządu: Błażej Jenek
- Dyrektor sportowy: Mariusz Czerkawski

## Historia
Na początku 2013 roku w mediach została ogłoszona inicjatywa stworzenia klubu Olivia Gdańsk. W zamierzeniu ma być pierwszym polskim zespołem przyjętym do rozgrywek hokejowych Kontynentalnej Hokejowej Ligi (KHL), które stanowią najwyższą klasę rozgrywkową w Rosji, skupiającą także zespoły z innych państw (w sezonie 2011/2012 w lidze występowało sześć nierosyjskich klubów). Pod koniec stycznia 2013 roku prezydent KHL, Aleksandr Miedwiediew zaanonsował starania twórców klubu oraz możliwość przyjęcia gdańskiego zespołu do KHL (zasugerował także, iż trenerem drużyny miałby zostać Wiaczesław Bykow; od września 2012 roku konsultant reprezentacji Polski). Działania od początku pilotował Litwin Antanas Sakavickas, a była w nie zaangażowana także firma TuttoSport Polska.
12 lutego 2013 roku przedstawiciele klubu złożyli w Moskwie oficjalny wniosek o przyjęcie do KHL od sezonu 2012/2013. W spotkaniu uczestniczyli ze strony ligi Dmitrij Kurbatow, Wadim Skoropupow, Natalja Czajkowskaja i Marija Kafadżij, a ze strony polskiej prezes zarządu klubu Antanas Sakavickas, Błażej Jenek i Marek Kostecki. Podczas wizyty omówiono harmonogram działań, a goście przedstawili wstępnie swoje zamierzenia i dokonali prezentacji działalności klubu deklarując, że ich celem jest stworzenie zespołu w lidze KHL, a równocześnie drużyn przewidzianych do gry w rozgrywkach Wyższej Hokejowej Ligi (WHL), de facto drugiej klasy rozgrywkowej w Rosji) oraz Młodzieżowej Hokejowej Ligi (MHL), czyli ligi juniorskiej. Potwierdzono, że głównym obiektem do rozgrywania meczów ma być Ergo Arena, zaś dodatkowe funkcje ma pełnić Hala Olivia. Prócz aplikacji złożono listy intencyjny zawierający oficjalne poparcie udzielone przez Polski Związek Hokeja na Lodzie.
Twórcy Olivii czerpali działalności i organizacji klubu i zaplecza łotewskiego Dinama Ryga, także występującego w KHL, zaś w lutym 2013 roku funkcję dyrektora sportowego Olivii objął Mariusz Czerkawski.
Kolejny etap procedury stanowiła wizytacja przedstawicieli KHL w Gdańsku i sprawdzenie infrastruktury, obiektów oraz aspektów ekonomicznych i gwarancji finansowych aplikującego o przyjęcie klubu. 10 marca 2013 roku komisja oddelegowana od władz rozgrywek KHL przybyła z wizytą do Gdańska celem oceny infrastruktury miasta oraz standardu obiektów i zaplecza (lodowiska), koniecznych do organizacji meczów i należytego wsparcia równolegle z meczami hokejowymi (transport – lotnisko, noclegi – bazę hotelową). Władze klubu przedstawiły gwarancje finansowe świadczące o tym, że budżet klubu może miałby wynosić w sumie ok. 8 mln euro. Potwierdzono, że zespołami stowarzyszonymi z Olivią występującą w KHL, byłyby drużyna występująca w WHL (skupiająca reprezentantów kadry Polski do lat 20) oraz druga w MHL (z kadrowiczami Polski do lat 18). W czasie wizytacji złożono pisemne gwarancje dla projektu Olivia udzielone przez PZHL, marszałka województwa pomorskiego i Miasto Gdańsk. Władze KHL pozytywnie oceniły infrastrukturę i zadeklarowały analizę gwarancji finansowych w klubie.
Zadeklarowano, że obok głównego obiektu Ergo Arena, pojedyncze mecze mogą zostać rozegrane na gdańskim obiekcie pierwotnie piłkarskim PGE Arena, w innych polskich lodowiskach (np. Torwar, Atlas Arena, Spodek) oraz w rosyjskim Królewcu.
15 marca 2013 roku wpisano do rejestru przedsiębiorców nowo utworzony podmiot o nazwie Klub Hokejowy Olivia spółka z ograniczoną odpowiedzialnością. Prezesem klubu został Litwin Antanas-Sakavickas (były dyrektor sportowy łotewskiego klubu piłkarskiego Skonto FC z Rygi), wiceprezesem Maciej Turnowiecki, a członkiem zarządu Błażej Jenek (do kwietnia 2012 roku dyrektor generalny Lechii Gdańsk). W październiku 2009 roku wszyscy trzej podpisali list intencyjny w sprawie współpracy pomiędzy klubami Lechii Gdańsk i Skonto Ryga.
Zgodnie z kalendarzem władz KHL, decyzje o przyjęciu klubów do rozgrywek zostaną wydane do 30 kwietnia 2013 roku. Po wizytacji komisji KHL klub deklarował starania w uzyskaniu wiarygodności finansowej i podejmował kolejne kroki organizacyjne. 19 marca 2013 roku prezydent KHL, Aleksandr Miedwiediew pozytywnie ocenił wizytowaną infrastrukturę Gdańska, jednak jednocześnie ogłosił, że klub nie zdoła osiągnąć odpowiedniego finansowania i nie zostanie przyjęty do KHL od sezonu 2013/2014. W tym czasie prezes klubu zapowiedział dalsze, konsekwentne starania i uzyskał poparcie minister sportu i turystyki, Joanny Muchy. Pomimo niekorzystnych perspektyw w kontekście czasu na przedstawienie wymaganych zobowiązań prezes klubu zapewniał o dalszej organizacji przedsięwzięcia, a dodatkowo poinformował o zgłoszeniu zespołu do rozgrywek Pucharu Polski. Wiąże się to z zamiarem wystawienia ewentualnych zawodników polskiego pochodzenia w polskich rozgrywkach, co stanowi warunek ich późniejszego dopuszczenia przez IIHF do występów w reprezentacji Polski (istnieje konieczność gry przez dwa lata w państwie, w barwach którego chce występować, zaś KHL rozgrywki KHL nie spełniałyby tej roli). W kwietniu 2013 roku trwały dalsze zabiegi organizacyjne, w tym działanie Mariusza Czerkawskiego ukierunkowane na dobór kadry zawodniczej. W tym czasie planowano budżet na sumę ponad 8 mln euro. Ostatecznie decyzja władz ligi nie uległa zmianie i projekt Olivia nie został przyjęty do sezonu KHL 2012/2013 (akceptację uzyskał klub z Władywostoku i chorwacki KHL Medveščak Zagrzeb).